# 罗迪扬
罗迪扬（法語：Rodilhan，法語發音：[ʁɔdijɑ̃]）是法国加尔省的一个市镇，成立于1962年，位于该省中部偏东南，属于尼姆区。

## 地理
罗迪扬（43°49'36"N, 4°26'1"E）面积4.69 平方千米，位于法国奧克西塔尼大區加尔省，该省份为法国南部沿海省份，南端濒地中海，北起顺时针与阿尔代什省、沃克吕兹省、罗讷河口省、埃罗省、阿韦龙省和洛泽尔省接壤。
与罗迪扬接壤的市镇（或旧市镇、城区）包括：布亚尔格、芒迪埃勒、玛格丽特、尼姆。

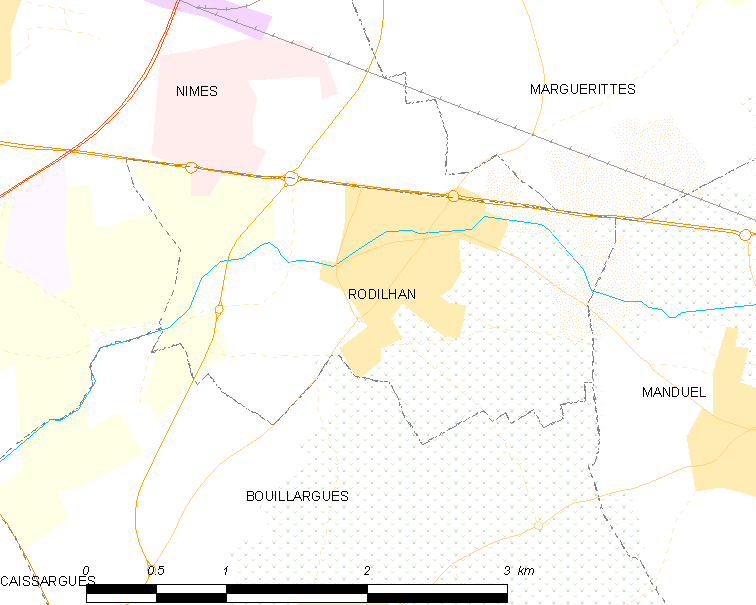
罗迪扬的OSM定位图

罗迪扬的时区为UTC+01:00、UTC+02:00（夏令时）。

## 行政
罗迪扬的邮政编码为30230，INSEE市镇编码为30356。

## 政治
罗迪扬所属的省级选区为玛格丽特县。

## 人口

1962-2008年间罗迪扬人口变化图示

罗迪扬于2022年1月1日时的人口数量为2810人。